# Schlotheimia robillardii
Schlotheimia robillardii är en bladmossart som beskrevs av Jean Étienne Duby 1877. Schlotheimia robillardii ingår i släktet Schlotheimia och familjen Orthotrichaceae. Inga underarter finns listade i Catalogue of Life.